# Aeroportul Regional Mid Delta
Aeroportul Regional Mid Delta (IATA: GLH, ICAO: KGLH, FAA LID: GLH) este un aeroport din Mississippi, Statele Unite ale Americii ce deservește zona Greenville⁠(d). Aeroportul a fost tranzitat în 2019 de 7.374 de pasageri.
Situat la o altitudine de 40 m, aeroportul dispune de 2 piste.

## Infrastructură

### Piste
Aeroportul dispune de 2 piste. Pista 18L/36R are suprafața de asfalt și dimensiunile 8.001 picioare × 150 picioare. Pista 18R/36L are dimensiunile 7.019 picioare × 150 picioare. 